# 216 Kleopatra
A 216 Kleopatra egy közepes méretű kisbolygó a Mars és a Jupiter közötti kisbolygóövben. 1880-ban fedezték föl. Mérete három fő tengelyméretével megadva egy 217 × 94 × 81 kilométeres alakzat. Hétköznapi hasonlattal egy óriási méretű kutyacsonthoz hasonlít az alakja, melyet 2000-ben az areciboi óriási rádiótávcsővel (300 méter átmérőjű radarantennával) mérték meg. Az égitest anyaga jelentős mennyiségben tartalmaz fémet. Színképe alapján az M típusú kisbolygók közé tartozik.